# Kapszan
Kapszan (hangul: 갑산군, Kapszan-kun, handzsa: 甲山郡, RR: Kapsan-kun, ’első hegy’) megye Észak-Koreában, Rjanggang (Ryanggang) tartományban.

## Földrajza
Északról Hjeszan (Hyesan) városa és Unhung (Unhŭng) megye, délről Phungszo (P'ungsŏ), keletről Észak-Hamgjong (Hamgyŏng) tartománybeli Tancshon (Tanch'ŏn) város, illetve Hocshon (Hŏch'ŏn) megye, nyugatról pedig Szamszu (Samsu) megye határolja.
Legmagasabb pontja a 2113 méter magas Tongdzsomrjongszan (동점령산; 銅店嶺山, Tongjŏmryŏngsan).

## Közigazgatása
1 községből (up (ŭp)) 20 faluból (ri (ri)) és 4 munkásnegyedből (rodongdzsagu (rodongjagu)) áll:
| - Kapszan-up (갑산읍; 甲山邑, Kapsan-ŭp) - Tongdzsom-rodongdzsagu (동점로동자구; 銅店勞動者區, Tongjŏm-rodongjagu) - Mullakphjong-rodongdzsagu (문락평로동자구; 文略坪勞動者區, Mullakp'yŏng-rodongjagu) - Szamil-rodongdzsagu (삼일로동자구; 三一勞動者區, Samil-rodongjagu) - Oil-rodongdzsagu (오일로동자구; 五一勞動者區, Oil-rodongjagu) - Kumphung-ri (금풍리; 金化里, Kump'ung-ri) - Namphjong-ri (남평리; 南坪里, Namp'yŏng-ri) - Tedzsung-ri (대중리; 大中里, Taejung-ri) - Rimdong-ri (림동리; 林銅里, Rimdong-ri) - Szadong-ri (사동리; 砂洞里, Sadong-ri) - Szadzsang-ri (사장리; 士庄里, Sajang-ri) - Szaphjong-ri (사평리; 砂坪里, Sap'yŏng-ri) - Szambong-ri (삼봉리; 三峯里, Sambong-ri) | - Szanghung-ri (상흥리; 上興里, Sanghŭng-ri) - Szongam-ri (송암리; 松岩里, Songam-ri) - Sindzsong-ri (신정리; 新亭里, Sinjŏng-ri) - Janghung-ri (양흥리; 陽興里, Yanghŭng-ri) - Csojang-ri (조양리; 朝陽里, Choyang-ri) - Csungcshon-ri (중천리; 中川里, Chungch'ŏn-ri) - Cshangdong-ri (창동리; 倉東里, Ch'angdong-ri) - Cshangszong-ri (창송리; 蒼松里, Ch'angsong-ri) - Cshonszong-ri (천성리; 泉城里, Ch'ŏnsŏng-ri) - Cshuphung-ri (추풍리; 秋豊里, Ch'up'ung-ri) - Phjonghva-ri (평화리; 平和里, P'yŏnghwa-ri) - Hörin-ri (회린리; 會麟里, Hoerin-ri) |

## Gazdaság
Kapszan (Kapsan) megye gazdasága bányászatra, erdőgazdálkodásra és könnyűiparra épül. Gazdag vörösrézben, itt található az ország egyik legnagyobb rézbányája. A földművelés háttérbe szorult a megyében, mivel Kapszan (Kapsan) területének mindössze 7 százaléka alkalmas arra, hogy zöldségeket termesszenek. Ezen a minimális területen pedig burgonyát termesztenek. A megye nemzeti szinten régóta híres jó minőségű mézéről.

## Oktatás
A megyében 1 egyetem, 3 főiskola, 27 középiskola, és 24 általános iskola található.

## Egészségügy
Kapszan (Kapsan) megye hat kórházzal rendelkezik.

## Közlekedés
A megye kizárólag közutakon közelíthető meg.